# Claire Keane
Pour les articles homonymes, voir Keane.
 (janvier 2018).
Claire Keane, née le 1er mars 1979 à Santa Clarita, aux États-Unis, est une illustratrice et une Visual Development Artist, qui a contribué à différentes productions Disney, dont Il était une fois, Raiponce, Les Mondes de Ralph et La Reine des neiges. Elle est la fille de l'animateur Disney, Glen Keane, et la petite-fille du cartooniste, Bil Keane, créateur du comic strip The Family Circus.

## Biographie
Claire Keane naît le 1er mars 1979 à Santa Clarita.
En 1995, lors de l'année sabbatique de son père, sa famille décide de quitter les Etats-Unis pour s'installer en France, alors que Claire n'a que 16 ans. Elle rentre à l'American School of Paris.
Une fois majeure, elle commence des études d'Art à la Parsons School of Design, puis à l'Ecole Supérieure d'Art Graphiques à Paris où elle rencontre le français Vincent Rogozyk, qui deviendra son mari et collaborateur,.
Claire délaisse progressivement sa passion pour le stylisme pour s'intéresser au graphisme. Son père lui propose alors de travailler sur le projet Raiponce, qu'il prépare. Elle repart donc pour les États-Unis.
Durant dix ans, elle travaille pour Walt Disney Feature Animation. En parallèle, elle donne naissance à deux enfants, une fille et un garçon, qui ont hérité de sa passion pour le dessin.

## Œuvres

### Filmographie
- 2007 : Il était une fois, Costume Illustrator
- 2008 : Glago's Guest (en), Visual Development Artist
- 2010 : Raiponce, Visual Development Artist
- 2012 : Les Mondes de Ralph, Additional Visual Development Artist
- 2013 : La Reine des neiges, Visual Development Artist
- 2014 : Duet (en), Visual Development Artist
- 2017 : Raiponce, la série, Visual Development Artist[4],[5]

### Publications
- 2010 : Tangled: Rapunzel's Amazing Hair, illustratrice[6]
- 2015 : Once Upon A Cloud, auteure et illustratrice[7]
- 2016 : Little Big Girl, auteure et illustratrice[5],[8],[9]
- 2016 : A Fairy Friend, illustratrice[10]
- 2017 : Love is, illustratrice[11]